# Władysław Błądziński
Władysław Błądziński CSMA (ur. 6 lipca 1908 r. w Myślatyczach, zm. ok. 8 września 1944 r. w Gross-Rosen) – polski duchowny katolicki, michalita, błogosławiony Kościoła katolickiego, męczennik z Gross-Rosen.

## Życiorys
Urodzony w Myślatyczach (pow. Mościska obecnie Ukraina) w wieku szesnastu lat wstąpił do Zgromadzenia św. Michała Archanioła i złożył tam śluby zakonne (12 grudnia 1926 r.). Następnie podjął studia w Wyższym Seminarium Duchownym w Przemyślu, a po ich ukończeniu został wyświęcony na kapłana (26 czerwca 1938 r.). Pracę rozpoczął w zakładzie wychowawczym michalitów w Pawlikowicach k. Wieliczki jako wychowawca ubogiej młodzieży.
W czasie II wojny światowej zorganizował tajne gimnazjum i liceum dla kleryków. Ta działalność doprowadziła do aresztowania 25 kwietnia 1944 r. Nie podpisał zeznań obciążających swojego przełożonego, biorąc całą „winę” na siebie. Po pobycie w krakowskim więzieniu Montelupich został przewieziony do niemieckiego obozu koncentracyjnego w Gross-Rosen, gdzie został zmuszony do wycieńczającej pracy w kamieniołomie i tam zginął zepchnięty przez Niemca w przepaść.
W obozie koncentracyjnym zgodnie z relacjami świadków niósł zawsze współwięźniom słowa pociechy, dzielił się swoją racją żywnościową i wbrew surowemu zakazowi sprawował posługę duszpasterską, spokojny i pełen ufności w Bogu i Matce Najświętszej.
Beatyfikował go papież Jan Paweł II w Warszawie 13 czerwca 1999 r. w grupie 108 polskich męczenników.